# Viktoria Krause
Viktoria Katalin Zoe Krause (* 17. März 1998) ist eine deutsch-ungarische Schauspielerin.
Ab der 14. Staffel im Januar 2011 (Folge 637) war Krause als Elisabeth „Liz“ Fuchs in einer der Serienhauptrollen in der Kinder- und Jugendserie Schloss Einstein zu sehen. Sie verließ schließlich im Dezember 2013 (Folge 784) die Serie. Sie besuchte das Gutenberg Gymnasium in Erfurt, wo sie 2016 ihr Abitur absolvierte. Sie wohnt aktuell in Berlin.

## Filmografie
- 2011–2013: Schloss Einstein (107 Episoden)
- 2011: KI.KA-Live Schloss Einstein Backstage
- 2011: Tigerenten Club
- 2011: KI.KA-Live "Bestes KI.KA-Team" (nahm gemeinsam mit Sophie Imelmann teil und erreichte den 1. Platz)